# Grimburg
Grimburg é um município da Alemanha localizado no distrito de Trier-Saarburg, estado da Renânia-Palatinado.
Pertence ao Verbandsgemeinde de Hermeskeil.

## Demografia
Evolução da população (em 31 de dezembro de cada ano):	
| - 1815 – 325 - 1835 – 370 - 1871 – 382 - 1905 – 331 - 1939 – 388 - 1950 – 423 | - 1961 – 421 - 1965 – 451 - 1970 – 462 - 1975 – 499 - 1980 – 488 - 1985 – 488 | - 1987 – 507 - 1990 – 513 - 1995 – 491 - 2000 – 521 - 2005 – 544 |

 Fonte: Statistisches Landesamt Rheinland-Pfalz